# Mesorregión de las Cuencas Litoraleñas
La mesorregión de las Baixadas Litorâneas es una de las seis mesorregiones del estado brasileño del Río de Janeiro. Es formada por la unión de diez municipios agrupados en dos microrregiones.

## Microrregiones
- Bacia de São João
- Lagos

## Municipios
- Casimiro de Abreu
- Rio das Ostras
- Silva Jardim
- Araruama
- Armação dos Búzios
- Arraial do Cabo
- Cabo Frío
- Iguaba Grande
- São Pedro da Aldeia
- Saquarema

- Datos: Q2428170